# Maison Mayeres
La Maison Mayeres est un immeuble de style Art nouveau réalisé en 1904 par l’architecte Michel Mayeres à Saint-Josse-ten-Noode en Belgique (région de Bruxelles-Capitale). 
Elle est reprise sur la liste des monuments classés de Saint-Josse-ten-Noode depuis le 12 mars 1998.

## Situation
Cet immeuble est situé au n° 150 de la rue Potagère à Saint-Josse-ten-Noode. Il avoisine au n° 154 un autre immeuble de style Art nouveau réalisé l'année précédente par le même architecte.

## Histoire
En 1904, l'architecte Michel Mayeres dessine les plans et réalise cet immeuble pour son propre usage professionnel et familial.

## Description
L'immeuble est une construction symétrique (à l'exception de la porte d'entrée) comptant quatre travées et quatre niveaux. La façade de style Art nouveau géométrique aux accents mauresques fait montre d'une grande modernité. Elle se compose de briques blanches vernissées dans sa partie basse et d'un enduit de couleur ocre aux niveaux supérieurs. L'emploi de la pierre de taille et de vitraux de teinte jaune est très présent sur la façade de ce bâtiment. Contrairement à la majorité des façades de style Art nouveau, ce ne sont pas les travées qui se différencient mais les niveaux ou étages.

### Niveaux supérieurs
Au dernier étage, se trouve une grande baie ovale au centre de laquelle se dessine une plus petite baie reprenant un arc outrepassé rappelant ceux du premier étage. Le deuxième étage est percé en son centre par un double bow-window en ressaut. Chaque bow-window comprend en réalité deux petites baies entourant la plus grande. Des sgraffites se trouvaient à l'origine sur les allèges. Les parties latérales de ces deux niveaux sont occupées par des baies rectangulaires dont le linteau et l'appui de fenêtre marquent une avancée en leur centre. La corniche est bombée.

### Niveaux inférieurs
Les deux niveaux inférieurs (rez-de-chaussée et premier étage) sont rythmés par l'emploi de quatre baies s'étendant chacune sur ces deux niveaux et donnant un effet de verticalité à la construction. Chaque baie encadrée de pierre de taille se termine par une baie d'imposte en forme d'arc outrepassé. Chaque baie du premier étage est précédé d'un garde-fou en fer forgé. La baie de gauche surmontant la porte d'entrée possède un petit balcon. La porte d'entrée en chêne foncé à deux battants ouvragés et carreaux vitrés est pourvue d'un encadrement en pierre de taille proéminent.

## Sources
- Marie Resseler, Top 100 Art nouveau/Bruxelles, Éditions Aparté, 2010, page 78.
- http://www.irismonument.be/fr.Saint-Josse-ten-Noode.Rue_Potagere.150.html